# Jean-Baptiste Flamme
Jean-Baptiste Flamme (geboren am 19. Oktober 1847 in Mons, gestorben am 25. Mai 1920 in Brüssel) war ein belgischer Ingenieur. Als Chefingenieur der Belgischen Staatsbahnen unterstand ihm deren gesamtes rollendes Material. Er trug wesentlich zur Durchsetzung der Heißdampftechnik zum Antrieb von Dampflokomotiven bei und entwickelte mehrere erfolgreiche Bauarten von Lokomotiven. Außerdem arbeitete er an Testmethoden für Lokomotiven mittels Leistungsmesswagen.
1901 baute er erstmals erfolgreich einen Flammrohr-Überhitzer der Bauart Schmidt in eine Lokomotive ein. Unter seiner Federführung wurden Arbeiten zum Vergleich von Nassdampf- und Heißdampftriebwerken in Lokomotiven der damaligen Reihe 35 und zum Nutzen der Heißdampftechnik bei Verbundtriebwerken angestellt. Schließlich entschied er sich – ähnlich wie sein preußischer Kollege Robert Garbe – bei Neubauten für den Einsatz von Triebwerken mit einfacher Dampfdehnung. Eine der ersten erfolgreichen Serien von Heißdampflokomotiven war die von ihm konstruierte Reihe 23 (ab 1931 Reihe 53) von vierfach gekuppelten Rangierlokomotiven mit einer Leistung von 700 PS, die in 400 Exemplaren von 1905 bis 1926 gebaut wurden und zum Teil bis zum Ende der Dampftraktion in Belgien in Betrieb waren.
Flamme war der erste, der zum Einsatz von Heißdampflokomotiven mit Vierzylindertriebwerk riet und dies auch in die Tat umsetzte. Diese Antriebsart wurde ab 1905 in Lokomotiven der Reihe 19 erprobt. Sehr erfolgreich wurde sie ab 1909 in der Reihe 36 (für Güterzüge) und ab 1910 in der Reihe 10 (für Schnellzüge) eingesetzt. Diese Lokomotiven, die vor allem auf den steigungsreichen Strecken durch die Ardennen eingesetzt wurden, erwiesen sich bei ihrer Indienststellung als die leistungsfähigsten ihrer Art in Europa. Flammes Arbeiten inspirierten George Hughes, Chefingenieur der Lancashire and Yorkshire Railway, und seinen Chefkonstrukteur John Robert Billington 1913/1914 zu dem Projekt einer vierzylindrigen 1'E-Güterzuglokomotive, das jedoch kriegsbedingt nicht verwirklicht wurde. Schon 1914 wurde beschlossen, auch die bewährten Verbundlokomotiven der Reihe 8 mit Überhitzern auszurüsten, durch den Ersten Weltkrieg verzögerte sich die Verwirklichung des Vorhabens aber bis 1921.
Ein von Flamme entwickelter Überhitzer für Lokomotivkessel wurde 1919 patentiert. Ferner trägt eine Bauart von Lenkgestellen zur Verbesserung des Kurvenlaufs langer Lokomotiven, das bei der belgischen Reihe 36 Anwendung fand, seinen Namen.
Neben Lokomotiven konstruierte er diverse Wagen-Typen, unter anderem 1910 den über 700 mal gebauten und nach ihm benannten Güterzugbegleitwagen „Typ Flamme“.

## Bibliographie
- André Dagant: Les locomotives à vapeur de l'Etat Belge à la SNCB (1835–1966). Editions Veys, Tielt, 1982 (französisch).
- Phil Dambly: Nos inoubliables vapeurs. Editions „Le Rail“, Bruxelles, 1968 (französisch).
- Ernest Stewart Cox: World Steam in the Twentieth Century. Ian Allen, London, 1969 (französisch).
- Jean-Baptiste Flamme, ingénieur honoraire des mines, administrateur de la traction et du matériel des chemins de fer de l'Etat belge: Le matériel des chemins de fer à l'Exposition universelle et internationale de Bruxelles de 1910. Dunod et Pinat, Paris, 1911 (französisch).